# Vitrea pygmaea
Vitrea pygmaea is een slakkensoort uit de familie van de Pristilomatidae. De wetenschappelijke naam van de soort is voor het eerst geldig gepubliceerd in 1880 door O. Boettger.